# Pieczarka drobnołuskowa
Pieczarka drobnołuskowa (Agaricus benesii Pilát) – gatunek grzybów z rodziny pieczarkowatych (Agaricaceae).

## Systematyka i nazewnictwo
Pozycja w klasyfikacji według Index Fungorum: Agaricus, Agaricaceae, Agaricales, Agaricomycetidae, Agaricomycetes, Agaricomycotina, Basidiomycota, Fungi.
Po raz pierwszy opisał go Albert Pilát w 1951 r. Synonimy:
- Agaricus carolii Pilát 1951
- Agaricus squamuliferus (F.H. Møller) Pilát 1951
- Agaricus squamuliferus var. caroli (Pilát) Pilát 1961
- Agaricus squamuliferus var. squamuliferus (F.H. Møller) Pilát 1951
- Agaricus sylvaticus subsp. benesii (Pilát) Hlaváček 1949
- Agaricus sylvaticus var. benesii (Pilát) Hlaváček 1949
- Psalliota benesii Pilát 1925
- Psalliota squamulifera F.H. Møller 1950[2].

Polską nazwę zarekomendował Władysław Wojewoda w 2003 r.

## Morfologia
Kapelusz
Średnicy 5–15 cm, początkowo okrągłokanciasty, potem łukowaty do płaskiego z płytko wklęsłym środkiem, o białej, włókienkowatej powierzchni i brzegu pokrytym brązowiejącymi u dojrzałych owocników łuseczkami.
Blaszki
Gęsto rozstawione, wolne. Początkowo bladoróżowe, potem czarnobrązowe, z białawym ostrzem.
Trzon
Długości 5–11 cm, średnicy 1–2 cm, cylindryczny, zgrubiały przy podstawie, o białej powierzchni, pokrytej w dolnej części łuseczkami. Pierścień biały, błoniasty, dwuwarstwowy.
Miąższ
Biały, ścisły, po skaleczeniu czerwieniejący, o owocowej woni i przyjemnym, słodko-orzechowym smaku.
Zarodniki
Elipsoidalne, o wymiarach 5–6×3–4 µm i gładkiej powierzchni. Wysyp zarodników czarno-brązowy.

## Występowanie i siedlisko
Występuje w Ameryce Północnej i Europie. W Polsce W. Wojewoda w 2003 r. przytoczył tylko jedno stanowisko, w 2011 r. B. Gierczyk i in. przytoczyli następne
Naziemny grzyb saprotroficzny. Występuje zarówno w lasach liściastych, jak i iglastych (zwłaszcza pod dębami i świerkami), oraz poza lasami na terenach trawiastych.
Grzyb jadalny.